# Tiziano Dorandi
Tiziano Dorandi (* 11. Juli 1954 in Lamporecchio, Pistoia) ist ein italienischer Gräzist und Papyrologe.

## Leben
Dorandi besuchte von 1969 bis 1973 das Liceo classico von Pistoia und absolvierte von 1973 bis 1977 ein Studium der Klassischen Philologie an der Universität Florenz, das er mit einer Promotion abschloss. Titel der Dissertation war Filodemo, De bono rege secundum Homerum (PHerc. 1507). Von 1977 bis 1980 war er Stipendiat des Centro Internazionale per lo Studio dei Papiri Ercolanesi in Neapel, darauf für ein Jahr Lehrer für Latein und Griechisch in Neapel, von 1981 bis 1983 wiederum Stipendiat des Centro Internazionale per lo Studio dei Papiri Ercolanesi, von 1983 bis 1990 wiederum Lehrer für Latein und Griechisch in Neapel. Von 1990 bis 1992 war er Alexander-von-Humboldt-Stipendiat bei Rudolf Kassel, darauf wieder für ein Jahr Lehrer in Neapel, bis er 1994 in den französischen CNRS aufgenommen wurde. 1997 erreichte er die Habilitation à diriger des recherches mit der Arbeit Études sur la biographie hellénistique et sur Diogène Laërce. Am CNRS wurde er 2002 zum Directeur de recherche de deuxième classe ernannt, 2011 zum Directeur de recherche de première classe.

## Forschungsgebiete
Dorandi beschäftigt sich mit chronologischen Problemen und der Geschichte der hellenistischen Philosophenschulen (der Akademie, der Stoa und dem Kepos), mit den Editionsproblemen philosophischer Texte griechischer Sprache, insbesondere des Diogenes Laertios, und den Papyri von Herculaneum, insbesondere Philodemos von Gadara, sowie technischen Problemen der Papyrologie.
Insbesondere hat er an dem internationalen Projekt einer Edition der Fragmente des Aristoteles und der Peripatetiker mitgearbeitet, ebenso an den Arbeiten des Corpus dei papiri filosofici. Mit seinem Team hat er auch die Schrift Ad Gaurum des Porphyrios herausgegeben und arbeitet nun an der Edition der Schrift Über die Nymphengrotte desselben Philosophen.
Im Rahmen des Centre Jean Pépin ist er verantwortlich für das Projekt Philosophische Philologie. Methoden und Probleme der Edition philosophischer Texte, das Teil des Großprojektes Methodologie der Editionsphilologie ist. Diesem Projekt angegliedert sind vier Editionsprojekte: die Edition der Fragmente des Peripatetikers Klearchos von Soloi, die Edition der Aristoteles zugeschriebenen Divisionen, die Edition der antiken Viten des Aristoteles und die Edition der Reste der lateinischen Übersetzung der Suda durch Robert Grosseteste.
Für seine Arbeit wurde Dorandi verschiedentlich ausgezeichnet, darunter im Jahr 2000 mit dem Prix Raymond-Weil der Association pour l’encouragement des études grecques en France.

## Schriften (Auswahl)
Monographien und Editionen
- Diogenes Laertius, Lives of Eminent Philosophers. Edited with Introduction (= Cambridge Classical Texts and Commentaries 50). Cambridge UP, Cambridge 2013.
- Laertiana. Capitoli sulla tradizione manoscritta e sulla storia del testo delle Vite dei filosofi di Diogene Laerzio. De Gruyter, Berlin und New York 2009.
- Nell’officina dei classici. Come lavoravano gli autori antichi. Roma 2007.
- Le stylet et la Tablette. Dans le secret des auteurs antiques. Paris 2000.
- Filodemo, Storia dei filosofi, la stoà da Zenone a Panezio: (PHerc. 1018). Leiden, Brill 1994.
- Ricerche sulla cronologia dei filosofi ellenistici. Teubner, Stuttgart 1991.
- Filodemo, Il buon re secondo Omero. Ed., trad. e comm. a cura di T. Dorandi. Neapel 1982.

Artikel
- Biography and Autobiography in the Hellenistic period and the Roman Republic, in: K. De Temmerman (Hrsg.), Oxford Handbook of Ancient Biography. Oxford University Press, Oxford 2018.
- Aristotle in the Biographical Tradition, in A. Falcon, Brill’s Companion to the Reception of Aristotle in Antiquity. Brill, Leiden 2016.
- Theodor Gomperz (1832–1912), in: M. Capasso (Hrsg.), Hermae. Scholars and Scholarship in Papyrology. Pisa 2007, S. 29–43
- Chronology und Organization and structure of the philosophical schools. In: Keimpe Algra u. a. (Hrsg.): The Cambridge History of Hellenistic Philosophy. Cambridge University Press, Cambridge 1999, ISBN 0-521-25028-5, S. 31–62
- Tradierung der Texte im Altertum; Buchwesen. In: Heinz-Günther Nesselrath (Hrsg.): Einleitung in die griechische Philologie. Teubner, Stuttgart 1997, ISBN 3-519-07435-4, S. 3–16.
- La „Villa dei Papiri“ a Ercolano e la sua biblioteca. In: Classical Philology 90, 1995, S. 168–182.
- Zahlreiche Beiträge zu dem von Richard Goulet herausgegebenen Dictionnaire des Philosophes Antiques und zur Zeitschrift für Papyrologie und Epigraphik.